# Rationell emotiv beteendeterapi
Rationell emotiv beteendeterapi (REBT), tidigare kallat rationell terapi och rationell emotiv terapi, är en form av psykoterapi inom kognitiv beteendeterapi. REBT skapades av den amerikanska psykologen Albert Ellis. Ellis var bland annat inspirerad av moderna och klassiska filosofer då han började utveckla denna form av terapi på mitten av 1950-talet.